# Chytonidia
Chytonidia is een geslacht van vlinders van de familie uilen (Noctuidae), uit de onderfamilie Acronictinae.

## Soorten
- C. albiplaga Hampson, 1914
- C. chloristis Schaus, 1914
- C. variegata Wileman, 1914